# Orenburg (stacja kolejowa)
Orenburg – stacja kolejowa w Orenburgu, w obwodzie orenburskim, w Rosji. Znajdują się tu 2 perony.